# Kozármisleny
Kozármisleny (Duits: Mischlen, Kroatisch: Mišljen) is een plaats in het comitaat Baranya in Hongarije. 
De stad ligt aan de autosnelweg M60 zuidoost van Pécs.

## Geschiedenis
Kozármisleny werd opgericht in 1928 door de unie van twee kleinere gemeenschappen Kiskozár en Misleny. De eerste werd voor het eerst vermeld in documenten in 1332, de tweede in 1266.
Kozármisleny werd een stad met ingang van 1 juli 2007.

## Sport
In Kozármisleny is de voetbalclub Kozármisleny SE actief.